# До-Дегак
До-Дегак (перс. دودهك) — село в Ірані, у дегестані До-Дегак, у Центральному бахші, шахрестані Деліджан остану Марказі. За даними перепису 2006 року, його населення становило 849 осіб, що проживали у складі 237 сімей.

## Клімат
Середня річна температура становить 16,65 °C, середня максимальна – 35,42 °C, а середня мінімальна – -5,55 °C. Середня річна кількість опадів – 203 мм.
| Клімат поселення                              | Клімат поселення | Клімат поселення | Клімат поселення | Клімат поселення | Клімат поселення | Клімат поселення | Клімат поселення | Клімат поселення | Клімат поселення | Клімат поселення | Клімат поселення | Клімат поселення | Клімат поселення |
| Показник                                      | Січ.             | Лют.             | Бер.             | Квіт.            | Трав.            | Черв.            | Лип.             | Серп.            | Вер.             | Жовт.            | Лист.            | Груд.            |                  |
| Середній максимум, °C                         | 11,56            | 14,58            | 18,92            | 25,17            | 30,49            | 34,86            | 35,42            | 34,24            | 30,30            | 24,06            | 17,53            | 11,26            |                  |
| Середня температура, °C                       | 2,99             | 6,02             | 10,38            | 16,62            | 21,94            | 26,30            | 29,22            | 28,03            | 24,08            | 17,87            | 11,32            | 5,05             |                  |
| Середній мінімум, °C                          | −5,55            | −2,53            | 1,82             | 8,07             | 13,38            | 17,76            | 23,01            | 21,82            | 17,88            | 11,63            | 5,11             | −1,16            |                  |
| Норма опадів, мм                              | 35               | 32               | 36               | 23               | 15               | 2                | 1                | 1                | 0                | 10               | 19               | 29               |                  |
| Середньомісячна швидкість вітру, м/с          | 1.48             | 2.27             | 2.66             | 3.10             | 2.90             | 2.70             | 2.86             | 2.62             | 2.30             | 2.24             | 1.60             | 1.71             |                  |
| Середньомісячна сонячна радіація, кДж/м²·день | 9841             | 12978            | 15430            | 18788            | 22634            | 26501            | 25857            | 24157            | 21055            | 15765            | 11532            | 9470             |                  |
| --------------------------------------------- | ---------------- | ---------------- | ---------------- | ---------------- | ---------------- | ---------------- | ---------------- | ---------------- | ---------------- | ---------------- | ---------------- | ---------------- | ---------------- |
| Джерело:                                      |                  |                  |                  |                  |                  |                  |                  |                  |                  |                  |                  |                  |                  |